# Лебеденко, Елена Владимировна
Елена Владимировна Лебеденко (род. 16 января 1971 года) — российская футболистка и легкоатлетка, специализировавшаяся в многоборье и тройном прыжке. Чемпионка Европы в помещении 1996 года. Участница Олимпиады 1996 года. Чемпионка России в помещении (1996, 1998).

## Карьера
футбольная
В 1993—1994 годах выступала за футбольную команду «Россия» (Хотьково) и за сборную России по футболу.
матчи за сборную России
| № | Дата       | Соперник | Матч        | Счет | Сыграно минут |
| - | ---------- | -------- | ----------- | ---- | ------------- |
| 1 | 09.03.1993 | Молдова  | ТМ          | 1:0  | 30' ( 60')    |
| 2 | 13.03.1993 | Греция   | ТМ          | 1:0  | 30' ( 60')    |
| 3 | 26.05.1993 | Франция  | Кубок Лиона | 0:5  | 30' ( 60')    |
| 4 | 28.05.1993 | Польша   | Кубок Лиона | 1:1  | 90'           |
| 5 | 31.05.1993 | Молдова  | Кубок Лиона | 4:1  | 90'           |

легкоатлетическая
В июне 1995 года стала серебряным призёром чемпионата России в семиборье.
В августе 1995 года, выступая на чемпионате мира стала 18-й с суммой семиборья 5920 очков.
В феврале 1996 года победила на зимнем чемпионате страны, возглавив рейтинг многоборок.
Победитель зимнего чемпионата Европы 1996 года.
В июне 1996 года снова стала серебряным призёром чемпионата России в семиборье.
Елена была включена в сборную России для участия в Олимпиаде 1996 года. Но в Атланте Елена стала лишь 17-й.
В феврале 1998 года снова победила на зимнем чемпионате России, но уже в тройном прыжке.
На зимнем чемпионате Европы 1998 года Елена выступила в секторе для тройного прыжка, где стала третьей.
В июне 1998 года стала серебряным призёром чемпионата России в тройном прыжке.
В марте 1999 года, выступая на зимнем чемпионате мира стала 6-й с результатом 14,59 м.
В июле 1999 года стала серебряным призёром чемпионата России в тройном прыжке.
В феврале 2003 года завоевала серебро на зимнем чемпионате России в тройном прыжке.
Окончила Московский областной педагогический институт.
После окончания спортивной карьеры работала тренером в одном из московских фитнес-клубов сети World Class.